# アイ・レイ・マイ・ラブ・オン・ユー
アイ・レイ・マイ・ラブ・オン・ユー (I Lay My Love on You)は、アイルランド出身の男性ボーカルグループWESTLIFE(ウエストライフ)の地域限定のシングル。2枚目のアルバム『コースト・トゥ・コースト』からのリカットシングル。

## 概要
アイ・レイ・マイ・ラブ・オン・ユー (I Lay My Love on You)は、アイルランド出身の男性ボーカルグループWESTLIFE(ウエストライフ)の全ての国を合わせての通算9枚目にあたるシングルとなるが、地域限定シングルとされてカウントされない場合や、過去の作品でもカバーシングルなどの位置付けにより本シングルを9枚目とされていない場合がある(イギリスでは4枚目のシングルなど)。地域限定とはいえ、本国アイルランド、イギリスでの発売をしなかったのみに留まりヨーロッパ南西部、アジア、オセアニア地域で発売している。アイルランド、イギリス、では既に発売されている『コースト・トゥ・コースト』に収録されている為見送られた。特に、アジア諸国、スペイン、オーストラリアでの発売に力を入れており、スペインではスペイン語バージョンも録音されている。日本ではこの頃に初来日を果たし、TV出演もしている。アルバムには、既発売の2枚目のアルバム『コースト・トゥ・コースト』、ベストアルバムザ・グレイテスト・ヒッツ～アンブレイカブル～ (アジア エディション)に収録されている。

## ミュージック・ビデオ
PVでは、日本やアジア諸国の街並み使用してメンバーの歌う姿や、空港でのファンとの交流シーンなどが見る事が出来る。

## トラック・リスト
CD1
1. "I Lay My Love On You" (Single Remix) - 3:29
2. "Dreams Come True" - 3:07

- CD1 is cased within a digipak and comes with four limited edition photocards.[1]

CD2
1. "I Lay My Love On You" (Single Remix) - 3:29
2. "Dreams Come True" - 3:07
3. "My Love" - 3:52
4. "Nothing Is Impossible" - 3:15

## 音楽チャート
| Chart                              | Peak position |
| ---------------------------------- | ------------- |
| オーストラリア シングル チャート   | 29            |
| オーストリア シングル チャート     | 23            |
| フランダース地域 シングル チャート | 35            |
| オランダ語圏地域 シングル チャート | 12            |
| ドイツ シングル チャート           | 50            |
| ニュージーランド シングル チャート | 24            |
| ノルウェー シングル チャート       | 16            |
| スウェーデン シングル チャート     | 10            |
| スイス シングル チャート           | 39            |